# Nižná (Tvrdošín)
Nižná (ungarisch Nizsna, polnisch Niżna) ist eine Gemeinde in der Nordslowakei mit 3918 Einwohnern (Stand 31. Dezember 2024), die zum Okres Tvrdošín im Žilinský kraj gehört.

## Geographie

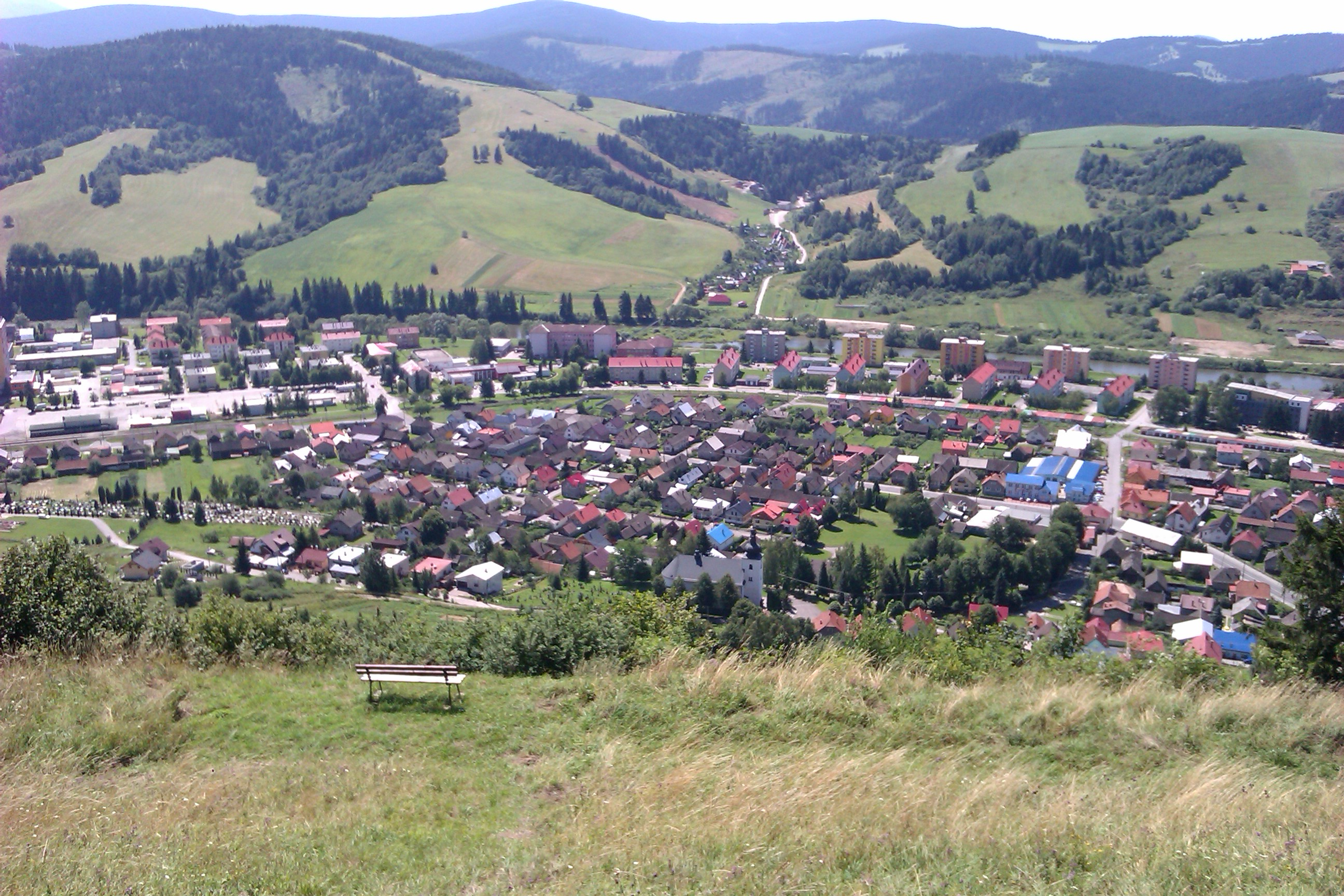
Blick auf Nižná

Die Gemeinde befindet sich im Bergland Oravská vrchovina im Tal der Orava am Fuße der Oravská Magura. Das Ortszentrum liegt auf einer Höhe von 573 m n.m. und ist fünf Kilometer von Tvrdošín und 25 Kilometer von Dolný Kubín entfernt.
Zur Gemeinde gehört neben dem Hauptort auch die Siedlung Zemianska Dedina (1985 eingemeindet).
Nachbargemeinden sind Tvrdošín (Katastralgemeinde Krásna Hôrka) im Norden, Nordosten und Osten, Oravský Biely Potok im Südosten, Podbiel im Süden, Südwesten und Westen sowie Lokca und Ťapešovo im Nordwesten.

## Geschichte

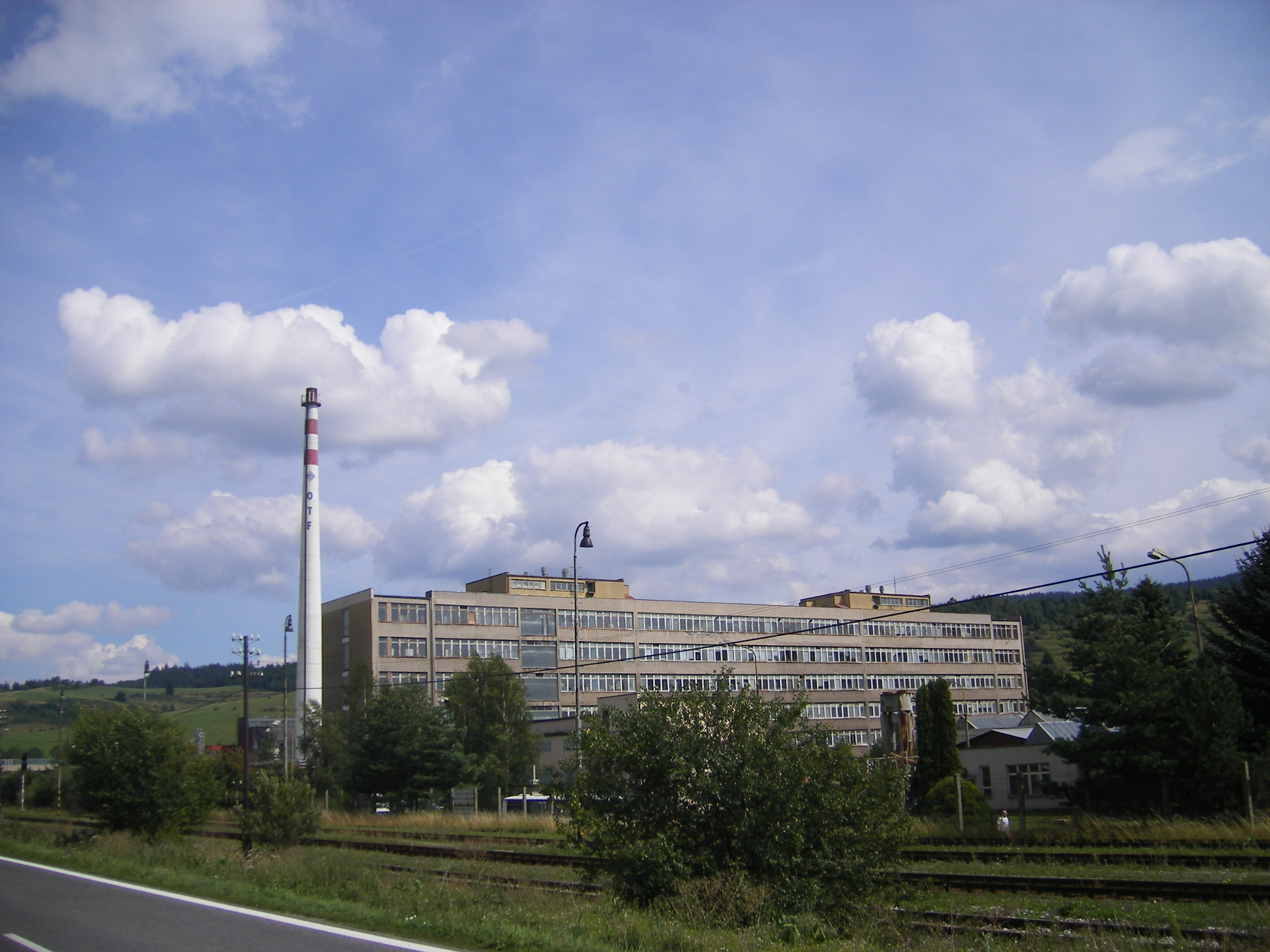
Blick auf das Areal der ehemaligen Fernseherfabrik Tesla Orava im Ort

Nižná wurde 1420 erstmals als Nissne Wes (sinngemäß: unteres Dorf) schriftlich erwähnt und war Teil des Herrschaftsgebietes der Arwaburg und wurde von Erbrichtern verwaltet. Die Einwohner waren als Landwirte und im Leinenanbau beschäftigt. 1624 wohnten hier ca. 440 Einwohner, im 17. Jahrhundert erlitt der Ort große Schäden in der Zeit der Kuruzenaufstände sowie von durchziehenden polnisch-litauischen Heeren. 1715 gab es 505 Einwohner, 1778 hatte die Ortschaft 717 Einwohner, 1828 zählte man 183 Häuser und 1179 Einwohner. Im 19. Jahrhundert war hier je eine Brauerei, Papierfabrik und Tuchwalke in Betrieb, die Einwohner waren zudem als Flößer und Tuchmacher tätig.
Bis 1918 gehörte der im Komitat Arwa liegende Ort zum Königreich Ungarn und kam danach zur Tschechoslowakei beziehungsweise heute Slowakei. Ein Brand im Jahr 1931 richtete verheerende Schäden an. Die Zeit nach dem Zweiten Weltkrieg bedeutete einen wirtschaftlichen Neustart, als Ende 1949 hier eine Textilfabrik angesiedelt wurde. Keine 10 Jahre später wurde sie in die Fernsehfabrik TESLA umgewandelt, am 28. August 1958 wurden die ersten Schwarzweißfernsehgeräte der Marke Mánes hergestellt, in den 1970er Jahren kamen auch Farbfernsehgeräte. In der Folgezeit entstand die nötige Infrastruktur für die Fabrik Tesla Orava, die auch mehrere Filialen in der Umgebung (Oravská Lesná, Námestovo, Trstená) betrieb und besaß eine Monopolstellung in der damaligen Tschechoslowakei. Zum Höhenpunkt waren mehr als 5000 Angestellte in der Hauptfabrik in Nižná beschäftigt. Nach der politischen Wende 1989 wurde die Fabrik 1992 privatisiert und firmierte nun unter den Namen OTF, a. s., damals mit 3300 Angestellten. Die immer fallende Nachfrage und ausbleibende Innovation führten zu wirtschaftlichen Schwierigkeiten, die im Februar 2000 mit einem Konkurs gipfelten. Bis zum Betriebsende wurden in Nižná fast 12 Millionen Fernsehgeräte, davon 3,3 Millionen Farbfernsehgeräte, hergestellt.

## Bevölkerung
| Jahr                | 1994 | 2004    | 2014    | 2024    |
| ------------------- | ---- | ------- | ------- | ------- |
| Anzahl der Personen | 3943 | 4068    | 4020    | 3918    |
| Unterschied         |      | +3,17 % | −1,17 % | −2,53 % |

| Jahr                | 2023 | 2024    |
| ------------------- | ---- | ------- |
| Anzahl der Personen | 3928 | 3918    |
| Unterschied         |      | −0,25 % |

Nach der Volkszählung 2011 wohnten in Nižná 4017 Einwohner, davon 3909 Slowaken, 14 Tschechen, fünf Magyaren, vier Deutsche, drei Polen, zwei Mährer sowie jeweils ein Russe und Russine. Fünf Einwohner gaben eine andere Ethnie an und 73 Einwohner machten keine Angabe zur Ethnie.
3504 Einwohner bekannten sich zur römisch-katholischen Kirche, 58 Einwohner zur Evangelischen Kirche A. B., 14 Einwohner zur griechisch-katholischen Kirche, jeweils zwei Einwohner zu den Zeugen Jehovas und zur reformierten Kirche sowie jeweils ein Einwohner zu den Baptisten, zu den Siebenten-Tags-Adventisten, zur altkatholischen Kirche, zur evangelisch-methodistischen Kirche und zur orthodoxen Kirche. Zwei Einwohner bekannten sich zu einer anderen Konfession, 226 Einwohner waren konfessionslos und bei 204 Einwohnern wurde die Konfession nicht ermittelt.

## Bauwerke und Denkmäler

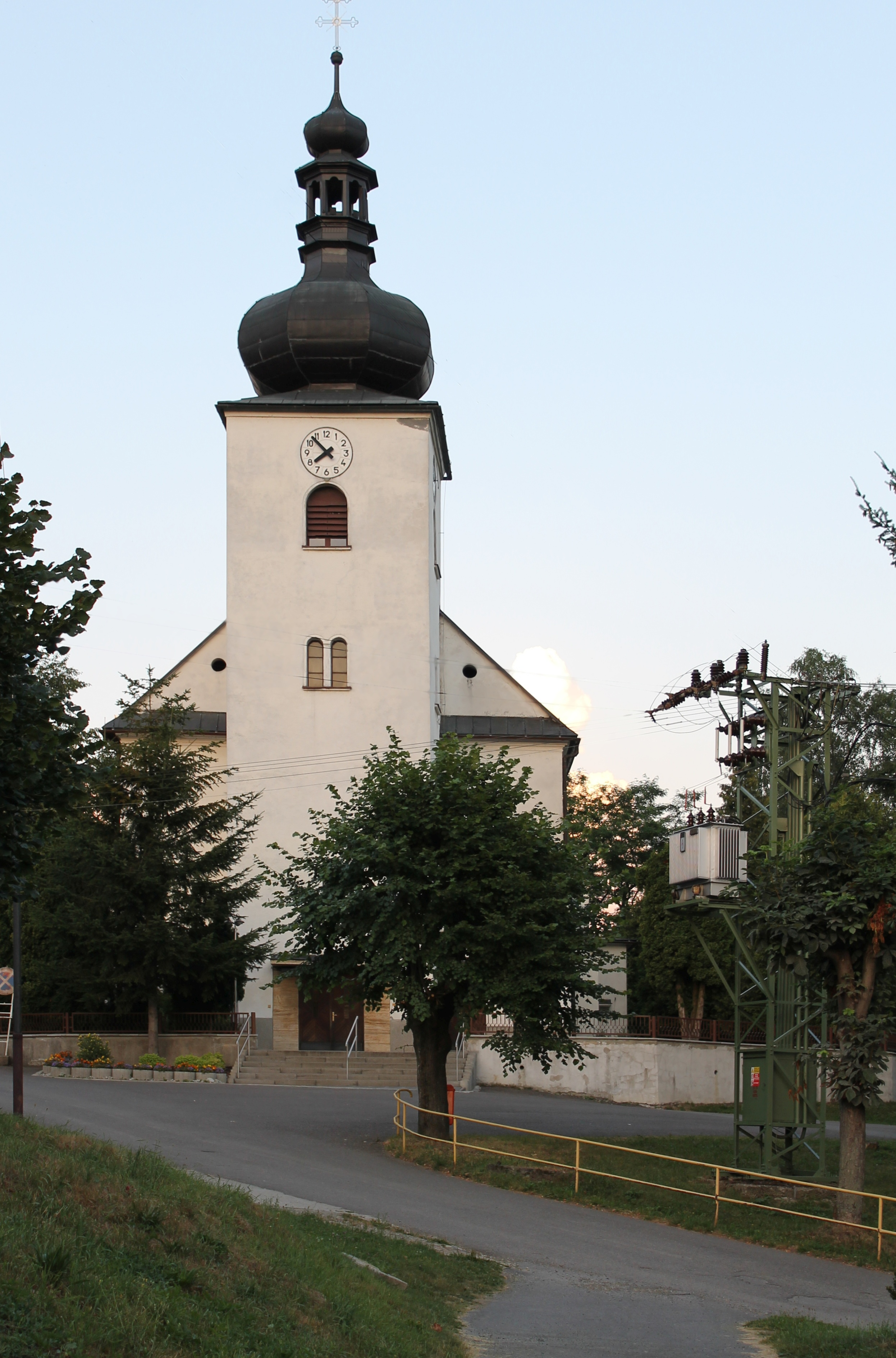
Kirche im Ort

- römisch-katholische Galluskirche, ursprünglich gotischer Sakralbau, der 1615–1620 umgebaut wurde, 1715 wurde die Kirche barockisiert und 1829 nochmals erneuert

## Verkehr
Durch Nižná verläuft die Cesta I. triedy 59 („Straße 1. Ordnung“) zwischen Ružomberok und der polnischen Grenze im Verlauf der E 77.
Nižná hat einen Bahnhof an der Bahnstrecke Kraľovany–Suchá Hora.

## Persönlichkeiten
- Erika Jurinová (* 1971), Lehrerin und Politikerin